# NGC 5258
NGC 5258 (другие обозначения — UGC 8645, MCG 0-35-16, ZWG 17.56, KCPG 389B, ARP 240, VV 55, PGC 48338) — спиральная галактика с перемычкой (SBb) в созвездии Дева.
Этот объект входит в число перечисленных в оригинальной редакции «Нового общего каталога».